# Meta-hegység
A Meta-hegység (olaszul Monti della Meta) a Középső-Appenninek egyik vonulata Olaszországban, Lazio, Abruzzo és Molise régiók határán. A Melfa, Mollarino és Rio Torto folyók völgyei tagolják.
Legmagasabb csúcsai:
- Monte Petroso (2247 m)
- Monte Cavallo (2039 m)
- Monte Mare (2020 m)